# Chilecebus
Chilecebus ist eine ausgestorbene Gattung der Primaten aus der Gruppe der Neuweltaffen. Der bisher einzige bekannte Fund besteht aus einem Schädel, der im zentralen Chile aufgefunden wurde und in das Untere Miozän vor rund 20 Millionen Jahren datiert. Es handelt sich um einen sehr kleinen Vertreter der Neuweltaffen, der wohl tagaktiv lebte und sich pflanzenfressend ernährte. Auffallend ist auch das kleine, dennoch komplex aufgebaute Gehirn, das strukturell etwas von dem der heutigen Neuweltaffen abweicht. Dadurch konnte anhand von Chilecebus in Verbindung mit anderen ausgestorbenen Primaten aufgezeigt werden, dass die Gehirnentwicklung deutlich komplexer ablief als ursprünglich vermutet. Die Gattung wurde im Jahr 1995 wissenschaftlich eingeführt. Momentan ist eine Art, Chilecebus carrascoensis, anerkannt.

## Merkmale
Chilecebus war ein kleiner Vertreter der Neuweltaffen. Rekonstruktionen des Körpergewichts variieren je nach verwendeter Berechnungsmethodik und Bewertungsgrundlage zwischen 430 und 1870 g. Dabei ist aber bezogen auf die Schädelproportionen ein Bereich zwischen 580 und 720 g als eher wahrscheinlich anzunehmen, was in etwa dem Gewicht der heutigen Krallenaffen entspricht. Bekannt ist die Form bisher lediglich über einen Schädel. Dieser war flach gewölbt im Profil und kurz. Er besaß keinen ausgebildeten Scheitelkamm, was typisch für frühe Neuweltaffen ist, bei einigen frühen afrikanischen Affen kommt ein solcher jedoch vor. Die eiförmige Orbita war relativ klein und maß rund 9,1 mm im Durchmesser. Sie zeigte sich durch eine nach hinten verlängerte knöcherne Scheidewand als mehr oder weniger geschlossen, ein für zahlreiche Trockennasenaffen kennzeichnendes Merkmal.
Das Gebiss war leicht reduziert gegenüber der vollständigen Bezahnung der Höheren Säugetiere. Die obere Zahnreihe setzte sich aus zwei Schneidezähnen, einem Eckzahn, drei Prämolaren und drei Molaren je Kieferhälfte zusammen, das obere Gebiss bestand also aus insgesamt 18 Zähnen. Die linke und rechte Zahnreihe bildeten zusammen ein V, die nach hinten reichende Öffnung reflektiert somit den sich weitenden Gaumen. Die Schneidezähne waren gleich groß, spatelförmig und standen schräg nach vorn (procumbent), deutlicher als dies bei Homunculus der Fall war. Der Eckzahn wies nur eine geringe Größe auf, was besonders augenscheinlich ist, wenn man den bei Primaten häufig bestehenden Geschlechtsdimorphismus berücksichtigen würde. Ihn trennte ein sehr kurzes, nur 1 mm weites Diastema vom hinteren Schneidezahn. Die Zahnlücke ist markant kürzer als bei Homunculus. Typisch für Neuweltaffen besaß Chilecebus einen zweiten Prämolaren (P2), der der hinteren Zahnreihe voranstand. Dieser verfügte  über nur einen großen Höcker auf der Kauoberfläche und war durch ein oder zwei Wurzeln mit dem Kiefer verankert. Die beiden hinteren Vormahlzähne (P3 und P4) waren deutlich größer und wurden durch einen großen Haupthöcker (Paraconus) und einen kleinen Nebenhöcker (Protoconus) charakterisiert. Abweichend von Carlocebus und Soriacebus, aber übereinstimmend mit zahlreichen rezenten Neuweltaffen kam kein Hypoconus vor. Die beiden Scherkanten vor und hinter dem Haupthöcker (Prepara- und Postparacrista) erreichten etwa die gleichen Ausmaße. Die ersten beiden Mahlzähne (M1 und M2) waren quadratisch im Umriss, was sich von den eher rundlichen Zähnen bei Branisella abhebt. Auf der Wangenseite überragte am ersten Molar der Metaconus den Paraconus, auf dem zweiten Molar zeigte sich das Verhältnis umgekehrt. Besonders auf dem ersten Molaren saß der Paraconus sehr weit vorgerückt, wodurch das Parastyl fehlte. Der zungenseitige Hypoconus war gut entwickelt und deutlicher ausgeprägt als bei Branisella. Der letzte Molar zeigte sich deutlich kleiner und von ovaler Gestalt. Das auffallendste Merkmal bestand hier in dem fehlenden Metaconus, was Chilecebus unter anderem von Branisella, Dolichocebus und Homunculus unterscheidet. Allerdings kam an der hinteren, steil abfallenden Scherkante des Paraconus eine kleine Schwellung vor, die möglicherweise dem Metaconus entsprach. Die Backenzähne waren insgesamt niederkronig (brachyodont) und nahmen von vorn nach hinten an Größe zu. Der vorderste Prämolar maß 1,75 mm in der Länge und 3,50 mm in der Breite, die entsprechenden Maße des zweiten Molaren beliefen sich auf 3,00 und 4,55 mm. Der letzte Molar war mit 2,41 mm Länge und 3,87 mm Breite wieder deutlich kleiner.

## Fossilfunde
Der bisher einzige bekannte Fund von Chilecebus, ein weitgehend vollständiger Schädel ohne Unterkiefer, wurde in der Abanico-Formation entdeckt. Die Abanico-Formation liegt im zentralen Chile und erstreckt sich über mehrere hundert Kilometer in Nord-Süd-Richtung parallel zur Hauptkette der Anden. Sie erreicht eine Mächtigkeit von 1000 bis 2000 m und setzt sich aus kontinentalen, zumeist vulkanischen und pyroklastischen Ablagerungen zusammen. Der Entstehungszeitraum der Gesteinseinheit reicht wahrscheinlich vom Paläogen bis zum frühen Neogen. Die Region war bereits von Charles Darwin während seiner Reise mit der Beagle in den 1830er-Jahren aufgesucht worden, bei der er in seinen Aufzeichnungen die aufgeschlossenen Gesteinseinheiten auch technisch benannte, doch gab es über die nächsten rund 150 Jahre keine Erkenntnis über Fossilfunde aus der Abanico-Formation. Ein Wissenschaftlerteam geleitet von John J. Flynn vom American Museum of Natural History entdeckte bei Kartierungsarbeiten im Jahr 1988 in der Umgebung von Termas del Flaco erste Säugetierreste. Nachfolgende Arbeiten vor Ort führten zur Aufdeckung von zwei reichhaltigen Fossilfundstellen, die als Tapado Fauna und als Tinguiririca Fauna bekannt wurden und dem Eozän beziehungsweise dem Oligozän angehören. Im Jahr 1994 wurde zwei jüngere fossilführende Bereiche an Aufschlüssen entlang des Río Las Leña rund 60 km nördlich von Termas del Flaco beobachtet. Die Funde waren in einer harten Matrix aus vulkanischen Gesteinen eingebettet. Insgesamt kamen rund 200 Objekte zu Tage, die zumeist Nagetiere und Südamerikanische Huftiere (überwiegend Typotheria) umfassen. darunter befand sich aber auch der Schädel von Chilecebus. Direkt aus dem Gesteinsblock, der auch den Primatenschädel enthielt, ließ sich mit Hilfe der Argon-Argon-Datierung ein Alterswert von rund 20,09 ± 0,27 Millionen Jahren gewinnen. Dies entspricht dem Abschnitt des Unteren Miozäns (lokalstratigraphisch Colhuehuapium).

## Paläobiologie
Das Gehirnvolumen von Chilecebus wurde ursprünglich mit etwa 6,6 bis 7,5 cm³ angegeben. Computertomographischen Untersuchungen konnten die Ausmaße genauer bestimmen. Diesen zufolge betrug das Volumen schätzungsweise 7,86 cm³, was einem Gewicht von rund 7,96 g entspräche. Bezogen auf ein vermutetes Körpergewicht von rund 600 g liegt der Enzephalisationsquotient bei rund 1,1. Dies ist niedriger als bei den meisten heutigen Neuweltaffen und ebenso der nicht-homininen Altweltaffen, im Größenvergleich entspricht er in etwa dem der Koboldmakis. Er übertrifft aber den Wert einiger anderer fossiler Primaten, so etwa von Aegyptopithecus, einem Stammgruppenvertreter der Altweltaffen, oder dem ursprünglicheren Proteopithecus. Die computertomographischen Analysen ergaben einen relativ komplexen Aufbau des Gehirns von Chilecebus. Es war in Aufsicht von ovaler Form mit einer Länge von 34,1 und einer maximalen Breite von 25,9 mm. Das vordere Ende zeigte sich schmaler als das hintere. In Seitenansicht war es flach und ähnelte so dem Gehirn des ebenfalls ausgestorbenen Neuweltaffen Dolichocebus. Im Vergleich zu Aegyptopithecus wölbte sich der vordere Abschnitt nicht so stark auf, generell war der untere Gehirnteil bei Chilecebus voluminöser als der obere, während dies bei Aegyptopithecus umgekehrt der Fall ist. Die zentrale Längsfurche teilte das Großhirn in zwei Hälften. Außerdem war die markante Furchenbildung der Großhirnrinde vorhanden. Insgesamt ließen sich sieben Paare an Furchen ermitteln. Die dadurch entstandenen einzelnen Gehirnregionen wiesen unterschiedliche Größen auf, da beispielsweise der Temporallappen etwa 40 % der Seitenfläche des Gehirns einnahm. Erkennbar ist dies des Weiteren auch an den Bereichen für den Sehsinn und den Geruchssinn. Bezogen auf die Körpergröße sind die Augenfenster von Chilecebus mit einem Durchmesser von 9 mm relativ klein. Auch ist das Foramen opticum, der Durchtrittspunkt des Sehnervs in den Canalis opticus, vergleichsweise gering proportioniert, es nimmt in etwa eine Fläche von 1,57 mm² ein. Das Verhältnis zwischen der Größe der Augenfenster und der des Foramen opticum (der sogenannte Foramen-opticum-Index oder OFI) gibt Auskunft über die Lichtsensibilität eines Lebewesens, da es die Anzahl der Photorezeptoren der Retina widerspiegelt, die über jeweils ein Ganglion miteinander verbunden sind. In der Regel haben nachtaktive Affen große Augen und ein proportional kleineres Foramen opticum, resultierend in einem niedrigen Foramen-opticum-Index und somit in einer hohen Anzahl an verbundenen Photorezeptoren. Dies intensiviert die Lichtsensibilität, verringert aber gleichzeitig die Sehstärke. Der Foramen-opticum-Index liegt absolut ausgedrückt dementsprechend zwischen 1,0 und 1,2. Bei den tagaktiven Affen, deren Index von 1,2 bis 4,7 reicht, ist es in der Regel umgekehrt (kleinere Augen, proportional größeres Foramen opticum, niedrigere Anzahl verbundener Photorezeptoren und damit geringe Lichtsensibilität gegenüber hoher Sehkraft). Für Chilecebus kann ein Index von 2,4 angegeben werden, was sich im Größenbereich der tagaktiven Affen bewegt. Allerdings besaß Chilecebus im Vergleich zu heutigen tagaktiven Affen besonders kleine Augenfenster und damit rückschließend kleine Augen, was wohl in eine geringere Sehstärke überleitet. Das Ergebnis ist ähnlich zu einigen Stammformen der Altweltraffen wie etwa Parapithecus oder Aegyptopithecus, so dass angenommen werden kann, dass dies der ursprüngliche Zustand bei frühen Primaten war. Die hohe Sehstärke der tagaktiven Affen scheint sich demnach innerhalb der Alt- und Neuweltaffen unabhängig entwickelt zu haben. Die Ausprägung des Geruchssinns lässt sich wiederum von der Größe des Riechkolbens, ein Fortsatz am Endhirn, ableiten. Tagaktive Affen mit ihrer verbesserten Sehkraft haben oftmals einen weniger entwickelten Geruchssinn und somit einen kleineren Riechkolben als nachtaktive Affen, bei denen die Sensibilität für Gerüche feiner definiert ist. Der Riechkolben wies bei Chilecebus einen Durchmesser von etwas mehr als 3 mm auf und nahm ein Volumen von 11,1 mm³ ein, er ist damit verhältnismäßig kleiner als bei anderen Trockennasenprimaten. Dadurch lässt sich bei Chilecebus abweichend von den heutigen Affen keine negative Korrelation zwischen einem gering entwickelten Geruchs- und einem besser ausgeprägten Sehsinn oder umgekehrt ableiten. Demnach formten sich wohl beide sensorischen Befähigungen innerhalb der Affen unabhängig voneinander heraus und stehen nicht unmittelbar in einem ursächlichen Zusammenhang. Der Befund von Chilecebus und einigen anderen frühen Primaten zeigt, dass das Gehirn innerhalb der Ordnungsgruppe der Primaten nicht einheitlich an Volumen und Spezialisierung zunahm, sondern die einzelnen Gehirnregionen sich eher mosaikartig veränderten.
Die Struktur des Innenohrs ermöglicht es wiederum, weitere Informationen über die biologische Befähigung eines Lebewesens zu erhalten. Die Weite und Orientierung der Bogengänge lassen Rückschlüsse auf die Agilität zu, die Anzahl der Windungen der Hörschnecke gibt Auskunft über das Hörvermögen. Zu beidem liegen bisher nur wenige Untersuchungen bei Primaten vor. Chilecebus besitzt 2,5 Windungen, der Wert liegt innerhalb der Variationsbreite der Primaten, er ist geringer als bei einigen Kapuzineraffen und Klammeraffen, jedoch höher als beim Fingertier. Teilweise wird die Anzahl der Umdrehungen mit der Wahrnehmung bestimmter Frequenzbereiche oder einer verbesserten taktilen Wahrnehmung in Verbindung gebracht. Die Bogengänge sind bei Chilecebus eher generalisiert gebaut, es ist daher möglich, dass die Tiere weniger agil waren als es beispielsweise die heutigen Löwenäffchen oder die Büschelaffen sind. Auch lässt sich für Chilecebus eine schwinghangelnde oder schnell kletternde Fortbewegung ausschließen. Weitere Besonderheiten stellen der kurze, aber breite vordere sowie der verlängerte hintere Bogengang bei Chilecebus dar, was so bei Neuweltaffen nicht bekannt ist, aber bei frühen Altweltaffen vorkommt. Auch die Lage der Bogengänge zueinander und ihre Drehung sind bei Chilecebus anders gestaltet als bei bisher untersuchten rezenten Primaten. Über etwaige biologische Funktionen oder taxonomische Implikationen kann momentan aber nichts ausgesagt werden.
Die geringe Körpergröße, das hervorstehende vordere Gebiss und die Ausstattung der niederkronigen Backenzähne mit voluminösen Höckern sprechen dafür, dass sich Chilecebus wohl weitgehend pflanzen- oder fruchtfressend ernährte.

## Systematik
Chilecebus ist eine Gattung aus der Ordnung der Primaten (Primates). Innerhalb dieser gehört die Gattung zur Gruppe der Neuweltaffen (Platyrrhini), bei der es sich um überwiegend baumlebende Affen der tropischen sowie subtropischen Bereiche Süd- und Mittelamerikas handelt. Die Neuweltaffen unterscheiden sich habituell von den Altweltaffen durch ihre verhältnismäßig breitere Nase, ihre durchschnittlich geringere Körpergröße und den generell ausgebildeten Schwanz. Letzter ist bei einigen Formen als Greiforgan einsetzbar. Es lassen sich mehrere Familien der Neuweltaffen unterscheiden, die bedeutendsten finden sich in den Sakiaffen (Pitheciidae), den Klammerschwanzaffen (Atelidae), den Kapuzinerartigen (Cebidae) und den Krallenaffen (Callitrichidae). In der Regel werden die Sakiaffen als Schwestergruppe aller anderen Neuweltaffen angesehen, was auch molekulargenetisch belegt wurde. Der älteste Fossilnachweis- der Neuweltaffen datiert mit Perupithecus aus dem peruanischen Bereich des Amazonasbeckens in den Übergang vom Eozän zum Oligozän vor rund 35 Millionen Jahren.
Die genaue Stellung von Chilecebus innerhalb der Systematik der Neuweltaffen ist gegenwärtig nicht eindeutig. Als bemerkenswert kann die Mischung von modern erscheinenden und altertümlich wirkenden Merkmalen hervorgehoben werden. Teilweise wird die Form als einer Stammgruppe der Neuweltaffen zugehörig angesehen, die zahlreiche ausgestorbene Vertreter des Oligozäns und des Miozäns einschließt und die unter Umständen auch als eigenständige Familie, die Homunculidae, eingestuft wird. Diese geht auf Florentino Ameghino aus dem Jahr 1894 zurück, bildet aber nach überwiegender Meinung keine in sich geschlossene Einheit. Andere Autoren gruppieren Chilecebus wiederum mit den Kapuzinerartigen oder mit den Klammerschwanzaffen und reihen die Gattung damit in die Linien der heutigen Arten ein.
Die abweichenden Zuweisungen resultieren aus zwei konkurrierenden Hypothesen zur Phylogenese der Neuweltaffen: Auf der einen Seite steht die Long Lineage Hypothesis oder auch Morphological Stasis Hypothesis, nach welcher sich die ausgestorbenen miozänen Gattungen als ursprüngliche Vertreter in die Kronengruppe der Neuweltaffen eingliedern lassen. Auf der anderen Seite geht die Stem Platyrrhine Hypothesis oder auch Successive Radiations Hypothesis davon aus, dass die urtümlichen Formen als Teil einer basalen Radiationsphase anzusehen sind. Beide Ansichten werden gegenwärtig kontrovers diskutiert. Die teilweise zur Untermauerung der jeweiligen Ansicht herangezogenen molekulargenetischen Untersuchungen an rezenten Neuweltaffen sind allerdings nicht eindeutig und variierend interpretierbar, da sie auf unterschiedlichen Kalibrationsmodellen basieren. Demnach setzen die Verfechter der Long Lineage Hypothesis die Aufspaltung der heutigen Neuweltaffen vor 29 bis 31 Millionen Jahren an, die der Stem Platyrrhine Hypothesis gehen von einer Auffächerung von vor rund 20 Millionen Jahren aus. Bezüglich der variierenden systematischen Zuweisung je nach phylogenetischem Modell bildet Chilecebus aber eine der wenigen Ausnahmen, da in einer Studie aus dem Jahr 2019 auch einige Befürworter der Stem Platyrrhine Hypothesis die Form als Stammgruppenvertreter der Kapuzinerartigen einstufen.
Die wissenschaftliche Erstbeschreibung von Chilecebus wurde von einem Forscherteam um John J. Flynn im Jahr 1995 vorgelegt und erschien in der Fachzeitschrift Nature. Ihr liegt der bisher einzige Schädelfund aus der Abanico-Formation im zentralen Chile zugrunde (Exemplarnummer SGOPV 3213). Er wird im Museo Nacional de Historia Natural de Chile in Santiago de Chile aufbewahrt. Der Gattungsname Chilecebus ist einerseits eine Referenz auf das Herkunftsland des Schädels, andererseits findet der Zusatz cebus häufig Verwendung bei Neuweltaffen (gleichzeitig ist es der Gattungsname der Ungehaubten Kapuziner). Als einzige Art ist Chilecebus carrascoensis anerkannt. Das Artepitheton bezieht sich auf Gabriel Carrasco, ein Fossiliensammler, der an den Feldforschungen von Flynn und seinem Team beteiligt war und den Primatenschädel entdeckt hatte.
Das heutige Verbreitungsgebiet der Neuweltaffen umfasst das tropisch geprägte Südamerika und reicht bis zum 29. südlichen Breitengrad. Der Fund von Chilecebus liegt bei rund 34 ° südlicher Breite und damit außerhalb des heutigen Vorkommens. Er ergänzt somit das Auftreten der fossilen bekannten Vertreter in südlicher Richtung. Weiter südlich belegte Primatenfunde hier sind aus der Santa-Cruz-Formation in Patagonien belegt, die aber etwas jünger datieren. Zudem erweitert er das Fundgebiet in westliche Richtung in den Bereich der heutigen Anden, von wo zuvor keine Primatenfossilien überliefert waren. Prinzipiell sind Nachweise von Neuweltaffen in der Andenregion selten. Ein weiterer Fund stammt aus dem Jahr 2003 und betrifft ein Sprungbein, welches am Río Cisnes bei etwa 44 ° südlicher Breite entdeckt worden war. Seine genaue systematische Zuordnung ist aber unklar. Mit einem Alter von gut 16,4 Millionen Jahren gehört er dem Mittleren Miozän an und ist somit etwas jünger als der Schädel von Chilecebus.